# Michael Coleman (Musiker, 1956)
Michael Coleman (* 24. Juni 1956; † 2. November 2014) war ein US-amerikanischer Blues-Sänger, Songwriter und Gitarrist des Chicago Blues. Von der Zeitschrift Guitar World wurde er zu einem der Top 50 bluesmen in the world ausgewählt. Coleman veröffentlichte fünf Soloalben und arbeitete unter anderem mit James Cotton, Junior Wells und John Primer zusammen.

## Leben und Karriere
Michael Coleman begann seine musikalische Karriere bereits als Kind, er spielte gemeinsam mit seinem Vater Cleother „Baldhead Pete“ Williams. Als Teenager spielte er mit der Band „Midnight Sun“. In den Bluesclubs im Chicagoer Norden begann er, gemeinsam mit Aron Burton und Johnny Dollar aufzutreten. Ab dem Jahr 1975 widmete er sich hauptberuflich dem Blues. Coleman tourte 1979 zusammen mit Eddy Clearwater durch Europa. Hierbei wurde der Kontakt zu James Cotton hergestellt, und Coleman blieb für nahezu zehn Jahre in dessen Band. Coleman unterstützte Cotton auf dessen bei Alligator Records erschienenem Album Live From Chicago Mr Superharp Himself, und spielte gemeinsam mit Cotton insgesamt drei Alben ein.
Während der 1980er Jahre arbeitete Michael Coleman mit Junior Wells, Jimmy Dawkins und Syl Johnson zusammen, bevor er in den früheren 1990er Jahren eine Solokarriere begann. Seine Arbeit blieb nicht ohne Schwierigkeiten, als er 1987 in seinem Song Woman Loves a Woman einräumte, er sei in eine Frau verliebt, doch diese sei selbst einer anderen Frau zugetan („She’s in love with a woman too“). Coleman gründete die „Backbreakers“ als seine Backgroundband 1991. Das Wiener Label Wolf Records veröffentlichte Colemans berühmt gewordenes Album Shake Your Booty im Jahr 1995.
Sein Debütalbum auf dem amerikanischen Plattenmarkt war Do Your Thing! im Jahr 2000. Auf diesem Album bot Coleman eine Mischung aus Blues, Soul und Funk, zudem Coverversionen von Stücken, die im Original von Jimmy Reed, Otis Redding und Isaac Hayes interpretiert wurden. Kommentatoren merkten an, dass auf diesem Album die herausragende Qualität seines Gitarrenspiels Schwächen im Gesang mehr als kompensierte.
2006 unterstützte Coleman örtliche Bluesmusiker bei der Aufnahme des Albums Blues Brunch at the Mart für das Chicagoer Blueslabel Delmark Records.
Coleman litt zunehmend unter gesundheitlichen Problemen und unterbrach deswegen seine Karriere vorübergehend. Im Jahr 2010 trat er im Rahmen der Spring 2010 Chicago Blues Tour wieder regelmäßig auf.
Coleman starb im November 2014 im Alter von 58 Jahren an Herzversagen.

## Diskografie

### Alben
| Jahr | Titel                                                | Label                |
| ---- | ---------------------------------------------------- | -------------------- |
| 1990 | Back Breaking Blues (Chicago Blues Sessions Vol. 18) | Wolf Records         |
| 1995 | Self-Rising Blues                                    | SAAR Records         |
| 1995 | Shake Your Booty                                     | Wolf Records         |
| 1997 | You Can’t Take What I Got                            | SAAR Records         |
| 2000 | Do Your Thing!                                       | Delmark Records      |
| 2002 | Chicago Blues Festival 1991                          | Black & Blue Records |
| 2006 | Blues Brunch at the Mart                             | Delmark Records      |
| 2008 | Harmony Mill                                         | Minefield Records    |